# Hoshihananomia olbrechtsi
Hoshihananomia olbrechtsi là một loài bọ cánh cứng trong họ Mordellidae. Loài này được Ermisch miêu tả khoa học năm 1952.